# نقود الجنيه الإسترليني المعدنية
نقود الجنيه الإسترليني المعدنية هي فئات النقود المعدنية التابعة للجنيه إسترليني، وهي متوفرة حالياً من فئات البنس التالية: 1 و 2 و 5 و 10 و 20 و 50 بالإضافة إلى 1 و 2 جنيه إسترليني.
إن أغلب قطع النقود المعدنية للجنيه الإسترليني مسكوك عليها صورة الملكة إليزابيث الثانية؛ ولكن مع تولي ابنها تشارلز الثالث للعرش، بدأت قطع نقود من فئة 50 بنس بالتداول.
تسك العملات المعدنية البريطانية بواسطة دار سك العملة الملكية في لانتريسانت، ويلز. تقوم دار سك العملة الملكية أيضًا بطلب تصميم العملات المعدنية، ولكن يجب أيضًا أن تقبل من قبل الملك الحاكم.
بالإضافة إلى العملات المعدنية المتداولة، تقوم المملكة المتحدة أيضًا بسك العملات المعدنية العشرية التذكارية (التيجان) من فئة خمسة جنيهات إسترلينية، وأموال ماوندي الاحتفالية من فئة 1 و2 و3 و4 بنسات من الفضة الإسترليني (0.925) وسبائك من الفضة. تنتج أيضاً العملات الذهبية ونصف الملوك وعملات بريتانيا الذهبية والفضية. تنتج بعض المناطق خارج المملكة المتحدة، التي تستخدم الجنيه الإسترليني، عملاتها المعدنية الخاصة، بنفس فئات ومواصفات العملات المعدنية في المملكة المتحدة ولكن بتصميمات محلية ليست مناقصة قانونية في البر الرئيسي للمملكة المتحدة.

## العملات المتداولة حاليا
تتكون العملات العشرية الحالية من:
- بنس واحد وبنسان من الفولاذ المطلي بالنحاس
- خمسة بنسات وعشرة بنسات من الفولاذ المطلي بالنيكل
- منحنى متساوي الأضلاع سباعي عشرين بنسًا وخمسين بنسًا في نيكل نحاسي
- ثنائية المعدن جنيه واحد واثنين جنيه.

جميع العملات المعدنية المتداولة عليها صورة لأحد الملوك على الوجه؛ تصميمات وطنية وإقليمية وتذكارية مختلفة على الجانب الآخر؛ والمذهب بالأرقام أو الكلمات.
إليزابيث الثانية
يحمل الوجه نقشًا لاتينيًا مختصرًا يُترجم شكله الكامل،  ELIZABETH II DEI GRATIA REGINA FIDEI DEFENSATRIX، إلى «إليزابيث الثانية، بنعمة الله، الملكة والمدافعة عن الإيمان». المذهب عادة ما يكون على العكس من ذلك.
تشارلز الثالث
يحمل الوجه نقشًا لاتينيًا مختصرًا ومكتوبًا باللغة الإنجليزية، ويُترجم شكله الكامل،  CHARLES III DEI GRATIA REX FIDEI DEFENSOR، إلى «تشارلز الثالث، بفضل الله، الملك والمدافع عن الإيمان». وقد تكون المذهب على أي من الجانبين.

### الإنتاج والتوزيع
تنتج جميع العملات المعدنية الأصلية في المملكة المتحدة بواسطة دار سك العملة الملكية. وتستخدم نفس العملة في جميع أنحاء المملكة المتحدة: على عكس الأوراق النقدية، لا تنتج الإصدارات المحلية من العملات المعدنية لأجزاء مختلفة من المملكة المتحدة. أنتجت عملة الجنيه حتى عام 2016 بتصميمات إقليمية، ولكن يتداول بها بالتساوي في جميع أنحاء المملكة المتحدة (انظر تصميمات المملكة المتحدة أدناه).
تفحص العملات المعدنية المسكوكة حديثًا في كل عام للتأكد من حجمها ووزنها وتكوينها في تجربة Pyx. استخدم نفس الإجراء بشكل أساسي منذ القرن الثالث عشر. يجري الفحص الان من قبل شركة Worshipful لصياغة الذهب نيابة عن خزانة صاحبة الجلالة.
العملات المعدنية 1p و 2p من عام 1971 هي أقدم العملات المعدنية ذات الإصدار القياسي التي لا تزال متداولة. التيجان ما قبل العشرية هي أقدم العملات بشكل عام والتي لا تزال عملة قانونية، على الرغم من أنها في الواقع لم يتم مواجهتها مطلقًا في التداول العام.
يعثر أحياناً على العملات المعدنية من التبعيات والأقاليم البريطانية التي تستخدم الجنيه الاسترليني كعملة لها في ولايات قضائية أخرى. بدقة، فهي ليست عملة قانونية في المملكة المتحدة؛ ومع ذلك، نظرًا لأن لها نفس مواصفات العملات المعدنية في المملكة المتحدة، يتسامح معها أحيانًا في التجارة، ويمكن استخدامها بسهولة في آلات البيع.
من ناحية أخرى، فإن العملات المعدنية الصادرة في المملكة المتحدة مقبولة بشكل عام ومختلطة بحرية في التبعيات والأقاليم البريطانية الأخرى التي تستخدم الجنيه.
أعيد تصميم العملات المعدنية على نطاق واسع من قبل دار سك العملة الملكية في عام 2005، وأدخلت تصميمات جديدة تدريجيًا في العملات البريطانية المتداولة اعتبارًا من صيف عام 2008. باستثناء عملة الجنيه الاسترليني الواحدة، تظل العملات المعدنية قبل عام 2008 عملة قانونية ومن المتوقع أن تظل متداولة. للمستقبل المنظور.
الحجم المقدر للتداول في مارس 2016 هو:
| الفئة            | عدد القطع (ملايين) | القيمة الاسمية (مليون جنيه استرليني) |
| ---------------- | ------------------ | ------------------------------------ |
| جنيهان           | 479                | 957.036                              |
| جنيه واحد        | 1,671              | 1,671.328                            |
| خمسون بنساً       | 1,053              | 526.153                              |
| خمسة وعشرون بنساً | 81                 | 20                                   |
| عشرون بنساً       | 3,004              | 600.828                              |
| عشر بنسات        | 1,713              | 171.312                              |
| خمسة بنسات       | 4,075              | 203.764                              |
| بنسين            | 6,714              | 134.273                              |
| بنس واحد         | 11,430             | 114.299                              |
| المجموع          | 30,139             | 4,643.658                            |

## تاريخ العملات ما قبل العشرية
بسبب الروابط التجارية مع إمبراطورية الفرنجة في عهد شارلمان، قامت الممالك الأنجلوسكسونية بنسخ نظام العملة الفرنكية المكون من 12 دينير («د»، بنسات) للسو (شلن) و240 دينير أو 20 سوس للليبرا («جنيه إسترليني»، جنيه) )، أصل اسم العملة البريطانية الحالية. أشارت إلى الوزن الحرفي لـ 240 قطعة نقدية، والتي تحتوي كل منها على 30 حبة، وتزن برجًا واحدًا من الفضة الإسترلينية (0.925 غرامة). في هذه المرحلة ولعدة قرون، كانت البنسات هي العملات المعدنية الوحيدة التي تسك؛ وكانت الشلنات والجنيهات مجرد وحدات حسابية.

### البنس قبل 1500
ظهر البنس الفضي الإنجليزي لأول مرة في القرن الثامن الميلادي مع اعتماد النظام النقدي الكارولنجي في أوروبا الغربية حيث كان 12 بنسًا يصنع شلنًا و20 شلنًا يصنع جنيهًا. ثبت وزن البنس الإنجليزي عند 22+1⁄2 حبة تروي (حوالي 1.46) غرامًا من قبل أوفا ميرسيا، وهو أحد معاصري شارلمان في القرن الثامن؛ كان وزن 240 بنسًا 5400 حبة أو رطلًا برجيًا (يختلف عن الجنيه التروي الذي يبلغ 5760 حبة). كان البنس الفضي هو العملة الوحيدة التي سكت لمدة 500 عام، من 780 إلى 1280.
منذ عهد شارلمان حتى القرن الثاني عشر، كانت العملة الفضية في إنجلترا تُصنع من الفضة الأكثر نقاءً المتوفرة. ولكن كانت هناك عيوب في سك عملة الفضة الخالصة، ولا سيما مستوى التآكل الذي عانت منه، والسهولة التي يمكن بها «قص» العملات المعدنية أو تشذيبها. في عام 1158، أنشأ هنري الثاني معيارًا جديدًا للعملة الإنجليزية من خلال «Tealby Penny» - معيار الفضة الإسترليني الذي يتكون من 92.5% من الفضة و7.5% من النحاس. كانت هذه سبيكة شديدة التحمل، ومع ذلك كانت لا تزال درجة عالية من الفضة. لقد ذهب إلى حد ما نحو تثبيط ممارسة «القصاصة»، على الرغم من أن هذه الممارسة ثبطت بشكل أكبر والقضاء عليها إلى حد كبير مع إدخال الحافة المطحونة التي تظهر على العملات المعدنية اليوم.
بقي وزن فلس الفضة ثابتًا عند ما يزيد عن 22 حبة حتى عام 1344؛ وبعد ذلك انخفض وزنه إلى 18 حبة في عام 1351، وإلى 15 حبة في عام 1412، وإلى 12 حبة في عام 1464، وإلى 10/2 حبة في عام 1527.
يعود تاريخ دار سك العملة الملكية إلى عام 886 م. لعدة قرون، كان الإنتاج يقوم في لندن، في البداية في برج لندن، ثم في أماكن قريبة في تاور هيل فيما يعرف اليوم باسم Royal Mint Court. وفي السبعينيات نقل الإنتاج إلى لانتريسانت في جنوب ويلز. تاريخيًا، كان لدى اسكتلندا وإنجلترا عملات معدنية منفصلة؛ ضربت آخر العملات المعدنية الاسكتلندية في عام 1709 بعد وقت قصير من الاتحاد مع إنجلترا.

### البنس بعد 1500
في عهد هنري الثامن، انخفض محتوى الفضة تدريجيًا، ليصل إلى ثلث الفضة. ومع ذلك، في عهد إدوارد السادس عام 1551، أوقف هذه العملة المتدهورة لصالح العودة إلى الفضة الإسترليني حيث يزن البنس 8 حبات. أنتجت التيجان الأولى وأنصاف التيجان في ذلك العام. ومن هذه النقطة فصاعدًا حتى عام 1920، كان الجنيه الاسترليني هو القاعدة.
كانت العملات المعدنية تُطرق يدويًا في الأصل، وهي تقنية قديمة يضرب قالبين معًا بعملة فارغة بينهما. كانت هذه هي الطريقة التقليدية لتصنيع العملات المعدنية في العالم الغربي بدءًا من العصر اليوناني الكلاسيكي فصاعدًا، على عكس آسيا، حيث صبت العملات المعدنية تقليديًا. أنتجت العملات المعدنية المطحونة (أي المصنوعة آليًا) أولاً في عهد إليزابيث الأولى (1558–1603) وبشكل دوري خلال فترات حكم جيمس الأول وتشارلز الأول اللاحقة، ولكن كانت هناك معارضة في البداية للميكنة من أصحاب الأموال، الذين ضمنوا أن معظم العملات المعدنية استمر إنتاجها عن طريق الطرق. تم طحن جميع العملات المعدنية البريطانية المنتجة منذ عام 1662.
صدر مرسوم بحلول عام 1601، يقضي بسك أونصة تروي واحدة أو 480 حبة من الفضة الإسترليني في 62 بنسًا (أي أن كل بنس يزن 7.742 حبة). بحلول عام 1696، ضعفت العملة بشكل خطير بسبب زيادة القطع خلال حرب التسع سنوات إلى الحد الذي تقرر فيه استدعاء واستبدال جميع العملات الفضية المطروقة المتداولة. اقتربت العملية من الكارثة بسبب الاحتيال وسوء الإدارة، ولكن أنقذت من خلال التدخل الشخصي لإسحاق نيوتن بعد تعيينه كمراقب لدار سك العملة، وهو المنصب الذي كان من المفترض أن يكون وظيفة غير ضرورية، لكنه أخذه على محمل الجد. منح نيوتن بعد ذلك منصب رئيس دار سك العملة في عام 1699. وبعد الاتحاد عام 1707 بين مملكة إنجلترا ومملكة اسكتلندا، استخدم نيوتن خبرته السابقة لتوجيه عملية إعادة العملة الاسكتلندية في الفترة من 1707 إلى 1710، مما أدى إلى إنشاء عملة مشتركة للسكك الحديدية. مملكة بريطانيا العظمى الجديدة. بعد 15 سبتمبر 1709، لم تضرب أي عملات فضية أخرى في اسكتلندا.
نتيجة لتقرير كتبه نيوتن في 21 سبتمبر 1717 إلى اللوردات المفوضين في خزانة صاحب الجلالة، تغيرت العلاقة ثنائية المعدن بين العملات الذهبية والعملات الفضية بإعلان ملكي في 22 ديسمبر 1717، يحظر تبادل الجنيهات الذهبية مقابل أكثر من 21 شلناً فضياً. نظرًا لاختلاف التقييمات في الدول الأوروبية الأخرى، أدى هذا عن غير قصد إلى نقص الفضة، حيث استخدمت العملات الفضية لدفع ثمن الواردات، في حين دفع ثمن الصادرات بالذهب، مما أدى فعليًا إلى نقل بريطانيا من معيار الفضة إلى معيارها الذهبي الأول، بدلاً من المعيار الذهبي. معيار ثنائي المعدن الذي يتضمنه الإعلان.
حدد إصلاح العملات لعام 1816 نسبة الوزن إلى القيمة والأحجام المادية للعملات الفضية. تسك كل أونصة تروي من الفضة الإسترليني من الآن فصاعدًا إلى 66 بنسًا أو 5 شلن.
في عام 1920، انخفض محتوى الفضة في جميع العملات البريطانية من 92.5% إلى 50%، وكان بعض الباقي يتكون من المنغنيز، مما تسبب في تشويه العملات المعدنية إلى لون غامق جدًا بعد أن كانت متداولة لفترة طويلة. تخلصوا من الفضة تمامًا في عام 1947، باستثناء عملة موندي التي عادت إلى تركيبة الفضة التي كانت تبلغ 92.5% قبل عام 1920.
نجا نظام نسبة الوزن/القيمة والحجم لعام 1816 من انخفاض قيمة الفضة في عام 1920، واعتماد العملات الرمزية من نيكل نحاسي في عام 1947. واستمر حتى بعد التقسيم العشري لتلك العملات المعدنية التي لها مكافئات واستمر سكها بقيمتها بالبنس الجديد. تخلت عنها المملكة المتحدة أخيرًا في عام 1992 عندما تم طرح عملات «فضية» أصغر حجمًا وأكثر ملاءمة.

## تاريخ العملات العشرية

### العشرية
منذ النظام العشري في 15 فبراير 1971، قسم الجنيه (الرمز «جنيه استرليني») إلى 100 بنس. (قبل النظام العشري، تقسم الجنيه إلى 20 شلن، كل منها 12 بنسًا [قديمًا]؛ وبالتالي، كان هناك 240 بنسًا [قديمًا] للجنيه). وظل الجنيه الاسترليني وحدة العملة البريطانية بعد النظام العشري (على عكس العديد من دول الكومنولث البريطانية الأخرى). البلدان التي أسقطت الجنيه عند النظام العشري عن طريق إدخال دولارات أو وحدات جديدة بقيمة 10 شلن أو نصف جنيه). قدمت العملات المعدنية التالية بهذه التصميمات العكسية:
- نصف بنس، 1971-1984: تاج يرمز إلى الملك.
- بنس واحد، 1971-2007: بوابة متوجة بالسلاسل (شارة مجلسي البرلمان).
- بنسين، 1971-2007: ريش أمير ويلز: عمود من ريش النعام داخل التاج.
- خمسة بنسات، 1968-2007: شارة اسكتلندا، نبات الشوك المتوج ملكيًا.
- عشر بنسات، 1968-2007: أسد إنجلترا يتوج ملكيًا.
- خمسون بنسًا، 1969-2007: بريطانيا والأسد.

قدمت أول عملات معدنية عشرية - الخمسة بنسات (5 بنس) وعشرة بنسات (10 بنس) - في عام 1968 في الفترة التي سبقت النظام العشري من أجل تعريف الجمهور بالنظام الجديد. تداولت في البداية جنبًا إلى جنب مع العملات المعدنية قبل العلامة العشرية وكان لها نفس حجم وقيمة الشلن الموجود وعملتين الشلن على التوالي. أصدرت عملة الخمسين بنسا (50 بنس) في عام 1969، لتحل محل العملة القديمة ذات العشرة شلن. أصدرت العملات العشرية المتبقية - في ذلك الوقت، نصف بنس (½ بنس)، بنس (1 بنس) واثنين بنس (2 ب) - في عام 1971 بالنظام العشري. اقترحوا عملة ربع بنس، تسك من الألومنيوم، في الوقت الذي كان يخطط فيه للكسر العشري، ولكن لم يتم سكها أبدًا.
ميزت العملات المعدنية الجديدة في البداية بالكلمات  NEW PENNY (مفرد) أو  NEW PENCE (جمع). أسقطت كلمة «جديد» في عام 1982. واعتمد الرمز «p» لتمييز البنسات الجديدة عن القديمة، والتي استخدمت الرمز «d» (من الدينار اللاتيني، وهي عملة معدنية مستخدمة في الإمبراطورية الرومانية).

### التحديثات 1982-1998
في السنوات التي تلت النظام العشري، أجري عدد من التغييرات على العملة؛ تقدمت هذه الطوائف الجديدة بالتصميمات التالية:
- عشرون بنسًا، 1982-2007: وردة تيودور متوجة، وهو شعار شعار تقليدي لإنجلترا (مع تصميم وحروف مزخرفة).
- جنيه واحد (جولة)، 1983-2016: تصميمات مختلفة؛ انظر جنيه واحد (عملة بريطانية).
- جنيهان، 1997-2014: تصميم تجريدي لدوائر متحدة المركز، يمثل التطور التكنولوجي من العصر الحديدي إلى العصر الإلكتروني الحديث.

بالإضافة:
- توقف نصف بنس في عام 1984.
- تغيرت تركيبة 1p و 2p في عام 1992 من البرونز إلى الفولاذ المطلي بالنحاس دون تغيير التصميم.
- انخفضت أحجام العملات المعدنية من فئة 5 بنس و10 بنس و50 بنس في الأعوام 1990 و1992 و1997 على التوالي، وذلك دون تغيير التصميم أيضًا.

طرحت العملة المعدنية ذات العشرين بنسًا (20 بنسًا) في عام 1982 لسد الفجوة بين العملات المعدنية من فئة 10 بنس و50 بنسًا. قدمت عملة الجنيه الاسترليني (1 جنيه إسترليني) في عام 1983 لتحل محل الورقة النقدية لبنك إنجلترا بقيمة 1 جنيه إسترليني والتي تم إيقافها في عام 1984 (على الرغم من أن البنوك الاسكتلندية استمرت في إنتاجها لبعض الوقت بعد ذلك؛ وكان آخرها، البنك الملكي الاسكتلندي 1 جنيه إسترليني) ملاحظة، لا يزال يصدر في مجلد صغير اعتبارًا من عام 2021). تتغير تصميمات العملة المعدنية بقيمة 1 جنيه إسترليني سنويًا في دورة مدتها خمس سنوات إلى حد كبير، حتى تقديم العملة الجديدة ذات 12 وجهًا بقيمة 1 جنيه إسترليني في عام 2017.
ألغي تداول العملة العشرية نصف بنس في عام 1984 حيث كانت قيمتها في ذلك الوقت أصغر من أن تكون مفيدة. تم أخيرًا سحب العملات المعدنية ذات الستة بنسات والشلن والشلنين قبل العلامة العشرية، والتي استمرت في التداول جنبًا إلى جنب مع العملات العشرية بقيم 2+1⁄2p و5p و10p على التوالي، في أعوام 1980 و1990 و1993 على التوالي. من الناحية الفنية، لم يسحب الفلورين المزدوج والتاج، بقيمتين 20 بنسًا و25 بنسًا على التوالي، ولكن من الناحية العملية لم يتم رؤيتهما في التداول العام.
في التسعينيات، خفضت دار سك العملة الملكية أحجام العملات المعدنية من فئة 5 بنس، و10 بنس، و50 بنسًا. ونتيجة لذلك، فإن أقدم العملات المعدنية من فئة 5 بنس يعود تاريخها إلى عام 1990، وأقدم العملات المعدنية من فئة 10 بنس من عام 1992 وأقدم العملات المعدنية من فئة 50 بنسًا تعود إلى عام 1997. ومنذ عام 1997، أصدرت العديد من التصميمات التذكارية الخاصة بقيمة 50 بنسًا. وعثر على بعض هذه العناصر بشكل متكرر إلى حد ما في التداول وبعضها نادر. كلهم مناقصة قانونية.
في عام 1992 تغيرت تركيبة العملات المعدنية 1p و 2p من البرونز إلى الفولاذ المطلي بالنحاس. نظرًا لمحتواها العالي من النحاس (97%)، زادت القيمة الجوهرية للعملات المعدنية 1p و2p قبل عام 1992 مع ارتفاع أسعار المعادن في منتصف العقد الأول من القرن الحادي والعشرين، حتى بحلول عام 2006، كانت قيمة العملات المعدنية، إذا صهرت، تبلغ قيمتها حوالي 50% أكثر من قيمتها الاسمية.
طرحت عملة متداولة ثنائية المعدن بقيمة جنيهين إسترلينيين (2 جنيه إسترليني) في عام 1998 (تم سكها لأول مرة في عام 1997 وتاريخها). كانت هناك في السابق عملات تذكارية أحادية المعدن بقيمة 2 جنيه إسترليني والتي لم تتداول بشكل طبيعي. استمر هذا الاتجاه لاستخدام العملة المعدنية ذات الجنيهين في القضايا التذكارية منذ إدخال العملة ثنائية المعدن، ومنذ ذلك الحين دخل عدد قليل من العملات القديمة أحادية المعدن إلى التداول.
هناك أيضًا قضايا تذكارية للتيجان. حتى عام 1981، كانت القيمة الاسمية لهذه العملات تبلغ خمسة وعشرين بنسًا (25 بنسًا)، أي ما يعادل خمسة شلن كراون المستخدم في بريطانيا قبل النظام العشري. ومع ذلك، في عام 1990، تمت إعادة تقييم التيجان بقيمة اسمية قدرها خمسة جنيهات (5 جنيهات إسترلينية) لأن القيمة السابقة اعتبرت غير كافية لمثل هذه العملة ذات المكانة العالية. ظل حجم ووزن العملة كما هو تمامًا. لا يعثر على التيجان العشرية بشكل عام في التداول حيث أن قيمتها السوقية من المرجح أن تكون أعلى من قيمتها الاسمية، لكنها تظل عملة قانونية.

### تصاميم عكسية
تحتوي جميع العملات البريطانية الحديثة على صورة جانبية لرأس الملك الحالي على الوجه. حتى عام 2022، لم يكن هناك سوى ملك واحد منذ النظام العشري، الملكة إليزابيث الثانية، وظهر رأسها على جميع العملات العشرية المسكوكة حتى ذلك التاريخ، متجهًا إلى اليمين (انظر أيضًا الملف التعريفي لـ Monarch أدناه). استخدمت خمس تماثيل مختلفة، تعكس مظهر الملكة المتغير مع تقدمها في السن. أنشئت بواسطة ماري جيليك (للعملات المعدنية المسكوكة حتى عام 1968)، وأرنولد ماشين (1968–1984)، ورافائيل مخلوف (1985–1997)، وإيان رانك برودلي (1998–2015)، وجودي كلارك (من 2015). وفي سبتمبر 2022، كشف عن أول صورة شخصية لتشارلز الثالث، والتي صممها مارتن جينينغز.
تحمل معظم العملات المعدنية الحالية نقشًا لاتينيًا وشكله الكامل هو  ELIZABETH II DEI GRATIA REGINA FIDEI DEFENSATRIX، ويعني «إليزابيث الثانية، بنعمة الله، الملكة والمدافعة عن الإيمان». يظهر النقش في أي من الأشكال المختصرة المتعددة، عادةً  ELIZABETH II D G REG F D. أما تلك التي سكت وتداولت بعد انضمام تشارلز الثالث فقد نقشت بـ  CHARLES III DEI GRATIA REX FIDEI DEFENSOR.

### إعادة تصميم 2008
في عام 2008، خضعت العملات المعدنية في المملكة المتحدة لعملية إعادة تصميم واسعة النطاق مما أدى في النهاية إلى تغيير التصميمات العكسية لجميع العملات المعدنية، وهو أول تغيير بالجملة للعملة البريطانية منذ طرح العملات المعدنية العشرية الأولى في أبريل 1968. كانت ميزة التصميم الرئيسية هي تقديم تصميم عكسي مشترك عبر ست عملات معدنية (1p، 2p، 5p، 10p، 20p، 50p)، والتي يمكن تجميعها معًا لتكوين صورة للدرع الملكي. كانت هذه هي المرة الأولى التي يعرض تصميم للعملة عبر عدة عملات معدنية بهذه الطريقة. لتلخيص تغييرات التصميم العكسي التي أجريت في عام 2008 وما بعده:
- تُصور العملة المعدنية من فئة 1 بنس الجزء السفلي من الربع الأول والجزء العلوي من الربع الثالث من الدرع، مما يُظهر الأسود المارة من إنجلترا وقيثارة أيرلندا على التوالي.
- تُصور العملة المعدنية فئة 2 بنس معظم الربع الثاني من الدرع، مما يُظهر الأسد المتفشي في اسكتلندا
- وتصور العملة فئة 5 بنس مركز الدرع، موضحا التقاء وأجزاء الأجزاء المكونة للدرع
- تصور العملة المعدنية فئة 10 بنسات معظم الربع الأول من الدرع، الذي يحتوي على الأسود الثلاثة المارة في إنجلترا
- تُصور العملة المعدنية فئة 20 بنسًا الجزء السفلي من الربع الثاني والجزء العلوي من الربع الرابع، مما يُظهر الأسد المتفشي في اسكتلندا والأسود المارة في إنجلترا على التوالي.
- تصور العملة فئة 50 بنسًا نقطة الدرع والأجزاء السفلية من الربعين الثاني والثالث والتي تظهر قيثارة أيرلندا وأسود إنجلترا على التوالي.
- تصور العملة المستديرة المصنوعة من النحاس والنيكل بقيمة جنيه إسترليني واحدة من عام 2008 إلى عام 2016 الدرع الملكي بأكمله. اعتبارًا من عام 2017، تم تغييرها إلى عملة ثنائية المعدن ذات 12 وجهًا تصور وردة وكراثًا وشوكًا ونفلًا مربوطًا بتاج.
- العملة المعدنية بقيمة 2 جنيه استرليني من عام 2015 تصور بريطانيا.

كان الهدف الأصلي هو استبعاد العملات المعدنية بقيمة 1 جنيه إسترليني و2 جنيه إسترليني من إعادة التصميم لأنها كانت «إضافات جديدة نسبيًا» إلى العملة، ولكن تقرر لاحقًا تضمين عملة معدنية بقيمة 1 جنيه إسترليني مع تصميم Royal Shield الكامل من عام 2008 إلى عام 2016. وتمت إعادة تصميم عملة 2 جنيه إسترليني في عام 2015 بسبب الشكاوى حول اختفاء صورة بريتانيا من العملة المعدنية فئة 50 بنسًا في عام 2008.
أزيل الديكور (حلقة من النقاط الصغيرة) حول حافة الوجه من جميع العملات المعدنية. وأيضا عدل وجه العملة المعدنية فئة 20 بنسًا ليشمل السنة، التي كانت على ظهر العملة منذ طرحها في عام 1982 (مما أدى إلى ظهور إصدار غير عادي لنسخة البغل دون أي تاريخ على الإطلاق). أعيد تدوير اتجاه كلا وجهي العملة فئة 50 بنسًا بمقدار 180 درجة، مما يعني أن الجزء السفلي من العملة أصبح الآن زاوية وليس حافة مسطحة. تمت إزالة الأرقام التي توضح القيمة العشرية لكل عملة، والتي كانت موجودة سابقًا على جميع العملات المعدنية باستثناء 1 جنيه إسترليني و2 جنيه إسترليني، مع ترك القيم مكتوبة بالكلمات فقط.
كانت إعادة التصميم نتيجة لمسابقة أطلقتها دار سك العملة الملكية في أغسطس 2005، والتي أغلقت في 14 نوفمبر 2005. وكانت المسابقة مفتوحة للجمهور واستقبلت أكثر من 4000 مشاركة. كشف عن المشاركة الفائزة في 2 أبريل 2008، والتي صممها ماثيو دنت. ذكرت دار سك العملة الملكية أن التصميمات الجديدة «تعكس بريطانيا في القرن الحادي والعشرين». وصف أحد مستشاري دار سك العملة الملكية العملات الجديدة بأنها «ما بعد الحداثة» وقال إن هذا شيء لم يكن من الممكن القيام به قبل 50 عامًا.
انتقد إعادة التصميم من قبل البعض لعدم وجود رمز ويلزي محدد (مثل التنين الويلزي)، لأن الدرع الملكي لا يتضمن رمزًا ويلزيًا محددًا. عضو برلمان ريكسهام (MP) إيان لوكاس، الذي كان أيضًا يقوم بحملة لإدراج التنين الويلزي في علم الاتحاد، وصف الإغفال بأنه «مخيب للآمال»، وذكر أنه سيكتب إلى الملكة ليطلب تغيير المعيار الملكي. لتشمل ويلز. صرحت دار سك العملة الملكية أن «درع الأسلحة الملكية هو رمز للمملكة المتحدة بأكملها، وعلى هذا النحو، يمثل ويلز واسكتلندا وإنجلترا وأيرلندا الشمالية.» صرح المصمم دنت «أنا ويلزي وفخور به». هذا، لكنني لم أفكر أبدًا في حقيقة أنه لم يكن لدينا تنين أو أي تمثيل آخر لويلز في التصميم لأنه بقدر ما أشعر بالقلق، فإن ويلز ممثلة في Royal Arms، ولم تكن هذه مشكلة بالنسبة لي على الإطلاق.
انتقد اختيار دار سك العملة الملكية لمصمم عملات عديم الخبرة لإنتاج العملات الجديدة من قبل فيرجينيا أيرونسايد، ابنة كريستوفر أيرونسايد الذي صمم العملات المعدنية السابقة في المملكة المتحدة. وذكرت أن التصميمات الجديدة كانت «غير قابلة للاستخدام على الإطلاق مثل العملات الفعلية»، بسبب فقدان معرف العملة الرقمي، والمحرف الأصغر المستخدم.
ادعت مجلة الأخبار الألمانية دير شبيغل أن إعادة التصميم تشير إلى نية المملكة المتحدة «عدم الانضمام إلى اليورو في أي وقت قريب».

### التغييرات بعد 2008
أصدرت عملات معدنية اعتبارًا من عام 2012، من فئة 5 بنس و10 بنس من الفولاذ المطلي بالنيكل، و سحبت الكثير من أنواع نيكل نحاسي المتبقية، من أجل استرداد معادن أكثر تكلفة. أصبحت العملات الجديدة أكثر سمكًا بنسبة 11% لتحافظ على نفس الوزن. هناك مخاوف متزايدة بشأن حساسية النيكل بشأن العملات الجديدة. لم تجد الدراسات التي أجريت بتكليف من دار سك العملة الملكية أي زيادة في إفراز النيكل من العملات المعدنية عند غمرها في العرق الاصطناعي. ومع ذلك، وجدت دراسة مستقلة أن الاحتكاك الناتج عن التعامل يؤدي إلى التعرض للنيكل بمقدار أربعة أضعاف مقارنة بالعملات القديمة. تخطط السويد بالفعل للكف عن استخدام النيكل في العملات المعدنية اعتبارًا من عام 2015.
تغير تكوين عملة الجنيه الاسترليني في عام 2016 من شكل دائري أحادي المعدن إلى تصميم ثنائي المعدن ذو 12 جانبًا، بقطر أكبر قليلاً، ومع توقف العديد من التصميمات السابقة لصالح تصميم واحد غير متغير. بدأ إنتاج العملات المعدنية الجديدة في عام 2016، مع دخول العملة الأولى بتاريخ 2016 للتداول في 28 مارس 2017.
في فبراير 2015، أعلنت دار سك العملة الملكية عن تصميم جديد للعملة المعدنية بقيمة 2 جنيه إسترليني التي تحمل صورة بريتانيا لأنطوني دوفورت، دون أي تغيير في تركيبتها ثنائية المعدن.
كانت نقوش الحواف على العملات المعدنية البريطانية شائعة على العملات المعدنية المستديرة بقيمة 1 جنيه إسترليني في الفترة من 1983 إلى 2016، ولكنها توجد حاليًا على العملات المعدنية بقيمة 2 جنيه إسترليني فقط. كانت العملة المعدنية بقيمة 2 جنيه إسترليني ذات الإصدار القياسي من عام 1997 إلى عام 2015 تحمل نقشًا على الحافة «واقفًا على أكتاف العمالقة». تحتوي العملة المعاد تصميمها منذ عام 2015 على نقش حافة جديد  QUATUOR MARIA VINDICO، وتعني باللاتينية «سوف أطالب بالبحار الأربعة»، وهو نقش عثر عليه مسبقًا على العملات المعدنية التي تحمل صورة بريتانيا. العملات التذكارية الأخرى بقيمة 2 جنيه إسترليني لها نقوش أو تصميمات فريدة خاصة بها.

### إعادة تصميم 2023
في أكتوبر 2023، أعلنت دار سك العملة الملكية عن تصميمات جديدة للعملات المتداولة، والتي كان من المقرر إصدارها بحلول نهاية العام. تتميز التصميمات الجديدة بصورة للملك تشارلز الثالث متجهة إلى اليسار على الوجه، مع علامة خاصة صغيرة على شكل تاج تيودور خلف رقبة الملوك. قسم العكس عموديًا، ويتكون الثلث الموجود في أقصى اليسار من خلفية من ثلاثة حرف «C» متشابكة، تذكرنا بحرف C المتشابك على عملات الملك تشارلز الثاني، وعدد كبير يشير إلى القيمة، مما يعارض الانتقادات الموجهة إلى افتقار إعادة التصميم لعام 2008 إلى الأرقام الرقمية. يظهر في أقصى ثلثي كل تصميم حيوان أو نبات يمثل كل دولة من الدول الأربع:
- 1p يصور الزغبة الكستنائية.
- 2p يصور السنجاب الأحمر.
- 5p يصور أوراق شجرة البلوط الإنجليزية والجوز.
- 10p يصور ديك الخلنج الغربي.
- 20p يصور البفن الأطلسي.
- 50p يصور سمك السلمون الأطلسي.
- 1 جنيه إسترليني يصور نحلتين.
- 2 جنيه استرليني تصور الزهور الأربعة الشعارية للمملكة المتحدة: وردة تيودور، والشوك، والنرجس البري، والنفل، مع نقش على الحافة  IN SERVITIO OMNIUM، وهي كلمة لاتينية تعني «في خدمة الجميع»، مأخوذة من خطاب تنصيب الملك في 9 سبتمبر 2

## القضايا التذكارية

### تعميم التصاميم التذكارية
أصدرت عملات معدنية متداولة بقيمة خمسين بنسًا واثنين من الجنيهات بتصميمات تذكارية عكسية مختلفة، عادةً للاحتفال بالذكرى السنوية للأحداث التاريخية أو ميلاد الأشخاص البارزين.
أصدر ثلاثة تصميمات تذكارية للنسخة الكبيرة من 50p: في عام 1973 (السوق الأوروبية المشتركة)، و1992–3 (رئاسة المفوضية الأوروبية)، و1994 (ذكرى يوم النصر). أصدرت تصميمات تذكارية للعملة الأصغر حجمًا بقيمة 50 بنسًا (جنبًا إلى جنب مع إصدار بريتانيا القياسي) في عام 1998 (تصميمان)، و2000، ومن 2003 إلى 2007 سنويًا (تصميمان في عام 2006). للحصول على قائمة كاملة، انظر خمسون بنس (عملة عشرية بريطانية).
عملوا على سك عملة الجنيه الاسترليني قبل عام 1997 في الإصدارات التذكارية فقط - في أعوام 1986 و1989 و1994 و1995 و1996. اصدرت العملات التذكارية بقيمة 2 جنيه استرليني بانتظام منذ عام 1999، إلى جانب العملات المعدنية ثنائية المعدن ذات الإصدار القياسي والتي طرحت في عام 1997. 1997. سك تصميم أو تصميمين كل عام، باستثناء عدم وجود أي تصميم في عام 2000، و أربع قضايا إقليمية لعام 2002 بمناسبة ألعاب الكومنولث 2002 في مانشستر. بالإضافة إلى التصميم العكسي المميز، تحتوي هذه العملات المعدنية على نقش على الحافة ذو صلة بالموضوع. تستمر موضوعات الذكرى السنوية حتى عام 2009 على الأقل، مع الإعلان عن تصميمين. للحصول على قائمة كاملة، انظر جنيهين (عملة عشرية بريطانية).
من عام 2018 إلى عام 2019، طرحت سلسلة من العملات المعدنية فئة 10 بنسات مع 26 تصميمًا مختلفًا للتداول «احتفالًا ببريطانيا العظمى من خلال سلسلة العملات المعدنية البريطانية الجوهرية من الألف إلى الياء التابعة لدار سك العملة الملكية».

### الطوائف غير المتداولة
تصدر العملات المعدنية أحيانًا كإصدارات تذكارية خاصة قابلة للتحصيل، وتباع بقيمة أعلى من قيمتها الاسمية. وهي عادة ما تكون مناقصة قانونية، ولكنها لا تستحق سوى قيمتها الاسمية لسداد الديون. على سبيل المثال، أعلن في عام 2023 عن قطعة بقيمة 50 بنسا، وهي أول عملة معدنية تصور الملك تشارلز الثالث، وتحتفل بالساحر الخيالي هاري بوتر. يُباع الإصدار القياسي مقابل 11 جنيهًا إسترلينيًا والإصدار الملون مقابل 20 جنيهًا إسترلينيًا. وتتراوح الإصدارات الأخرى ما يصل إلى عملة ذهبية بقيمة اسمية قدرها 200 جنيه إسترليني، وتباع بمبلغ 5215 جنيهًا إسترلينيًا.
فيما يلي العملات التذكارية ذات الإصدار الخاص، والتي نادرًا ما توجد في التداول العادي بسبب محتواها من المعادن الثمينة أو قيمتها القابلة للتحصيل، ولكنها لا تزال تعتبر عملة قانونية.
- خمسة وعشرون بنسًا أو كراون (25 بنسًا؛ 0.25 جنيه إسترليني)، 1972-1981
- خمسة جنيهات أو كراون (5 جنيهات إسترلينية)، 1990 إلى الوقت الحاضر
- عشرون جنيهًا إسترلينيًا (20 جنيهًا إسترلينيًا)، 2013 إلى الوقت الحاضر
- خمسون جنيهًا إسترلينيًا (50 جنيهًا إسترلينيًا)، 2015-2016
- مائة جنيه (100 جنيه إسترليني)، 2015-2016

| الفئة     | وجه العملة                  | العكس                    | القطر    | السماكة   | كتلة     | التركيب            | الحافة              | التقديم |
| --------- | --------------------------- | ------------------------ | -------- | --------- | -------- | ------------------ | ------------------- | ------- |
| 25 بنس    | وجه الملكة اليزابيث الثانية | لا يوجد تصميم عكسي قياسي | 38.61 mm | 2.89 mm   | 28.28 غم | كوبرونيكل أو الفضة | مسكوك، مع نقش متغير | 1972    |
| 5 جنيهات  | وجه الملكة اليزابيث الثانية | لا يوجد تصميم عكسي قياسي | 38.61 mm | 2.89 mm   | 28.28 غم | كوبرونيكل أو الفضة | مسكوك، مع نقش متغير | 1990    |
| 20 جنيها  | وجه الملكة اليزابيث الثانية | لا يوجد تصميم عكسي قياسي | 27.0 mm  | غير معروف | 15.71 غم | فضة                | مسكوك               | 2013    |
| 50 جنيها  | وجه الملكة اليزابيث الثانية | بريتانيا                 | 34.0 mm  | غير معروف | 31 غم    | فضة                | مسكوك               | 2015    |
| 100 جنيها | وجه الملكة اليزابيث الثانية | برج إليزابيث «بيغ بن»    | 40.0 mm  | غير معروف | 62.86 غم | فضة                | مسكوك               | 2015    |

### وضع العطاء القانوني للعملات التذكارية
أدى الإصدار الغزير منذ عام 2013 للعملات الفضية التذكارية بقيمة 20 جنيهًا إسترلينيًا و50 جنيهًا إسترلينيًا و100 جنيه إسترليني بالقيمة الاسمية إلى محاولات لإنفاق هذه العملات المعدنية أو إيداعها، مما دفع دار سك العملة الملكية إلى توضيح حالة العطاء القانوني لهذه العملات الفضية بالإضافة إلى النيكل الفضي. عملة معدنية بقيمة 5 جنيهات استرلينية. العملة القانونية لها معنى قانوني ضيق للغاية، يتعلق بالدفع إلى المحكمة لسداد دين، ولا أحد ملزم بقبول أي شكل معين من أشكال الدفع (سواء كانت عملة قانونية أم لا)، بما في ذلك العملات التذكارية. تنص إرشادات دار سك العملة الملكية على أنه على الرغم من الموافقة على هذه العملات المعدنية كعملة قانونية، إلا أنها تعتبر مقتنيات محدودة الإصدار غير مخصصة للتداول العام.

### أموال طائلة
النقود المقدسة هي عملة احتفالية تُمنح تقليديًا للفقراء، وتُمنح في الوقت الحاضر سنويًا لكبار السن المستحقين. هناك عملات معدنية من فئات واحد واثنين وثلاثة وأربعة بنسات. إنها تحمل تاريخًا من عام 1822 حتى الوقت الحاضر ويتم سكها بكميات صغيرة جدًا. على الرغم من أنها عملة قانونية في المملكة المتحدة، إلا أنها نادرًا ما تتداول أو لا تتداول على الإطلاق. تتمتع قطع Maundy قبل العلامة العشرية بنفس حالة العطاء القانوني والقيمة التي تتمتع بها قطع ما بعد العلامة العشرية، وتزداد القيمة الاسمية بشكل فعال بنسبة 140٪ عند التقسيم العشري. قيمتها النقدية أكبر من ذلك بكثير.
لا تزال عملات ماوندي تحمل الصورة الأصلية للملكة كما استخدمت في العملات المعدنية المتداولة في السنوات الأولى من حكمها.

### عملات السبائك
عملة السبائك التقليدية التي تصدرها بريطانيا هي السيادية الذهبية، والتي كانت في السابق عملة متداولة تبلغ قيمتها 20 شلنًا (أو جنيهًا واحدًا) وبها 0.23542 أونصة تروي (7.322 جم) من الذهب الخالص، ولكن الآن بقيمة اسمية تبلغ جنيهًا واحدًا. تستمر دار سك العملة الملكية في إنتاج العملات السيادية، بالإضافة إلى العملات السيادية الربعية (التي قدمت في عام 2009)، ونصف السيادات، والسيادات المزدوجة، والسيادات الخماسية.
بين عامي 1987 و2012، أصدرت سلسلة من العملات المعدنية، بريتانيا، والتي تحتوي على أونصة تروي واحدة (31.1 جم)، و½ أونصة، وربع أونصة و½ أونصة من الذهب الخالص بنقاوة ألفية تبلغ 916 (22). قيراط) وبقيم اسمية تبلغ 100 جنيه إسترليني، و50 جنيهًا إسترلينيًا، و25 جنيهًا إسترلينيًا، و10 جنيهات إسترلينية.
منذ عام 2013، تحتوي سبائك بريتانيا على أونصة تروي واحدة من الذهب الخالص بنقاء ألفي يصل إلى 999 (24 قيراط).
بين عامي 1997 و2012، أيضًا أنتج عملات السبائك الفضية تحت اسم «بريتانياس». كانت السبيكة المستخدمة هي فضة بريتانيا (نقاوة بالألف 958). كانت العملات الفضية متوفرة بأحجام 1 أونصة تروي (31.1 جم) و1⁄2 أونصة و1/4 أونصة و1/10 أونصة. منذ عام 2013، السبيكة المستخدمة هي الفضة بنقاوة (ميليسيمال 999).
في عام 2016، أطلقت دار سك العملة الملكية سلسلة من 10 عملات معدنية من سبائك Queen's Beasts، واحدة لكل وحش متاحة باللونين الذهبي والفضي.

## العملات غير البريطانية
خارج المملكة المتحدة، تستخدم ولايات التاج البريطاني في جيرسي وغيرنسي الجنيه الإسترليني كعملات لها. إلا أنها تنتج إصدارات محلية من العملات بنفس الفئات والمواصفات ولكن بتصميمات مختلفة. تتداول بحرية إلى جانب العملات المعدنية في المملكة المتحدة والأوراق النقدية الإنجليزية وأيرلندا الشمالية والاسكتلندية داخل هذه المناطق، ولكن يجب تحويلها لاستخدامها في المملكة المتحدة. تنتج جزيرة ألديرني أيضًا عملات تذكارية عرضية. (انظر العملات المعدنية لجنيه جيرسي، والعملات المعدنية لجنيه جيرنزي، وجنيه ألديرني للحصول على التفاصيل). تعد جزيرة مان حالة فريدة من نوعها بين الأقاليم التابعة للتاج، حيث تصدر عملتها الخاصة، جنيه مانكس. بينما تعترف جزيرة مان بالجنيه الإسترليني كعملة ثانوية، فإن العملات المعدنية لجنيه مانكس ليست عملة قانونية في المملكة المتحدة.
الجنيه الإسترليني هو أيضًا العملة الرسمية لأقاليم ما وراء البحار البريطانية في جورجيا الجنوبية وجزر ساندويتش الجنوبية، وإقليم أنتاركتيكا البريطاني وتريستان دا كونا. تنتج جورجيا الجنوبية وجزر ساندويتش الجنوبية في بعض الأحيان مجموعات خاصة من العملات المعدنية لهواة جمع العملات. في عام 2008، أصدرت منطقة أنتاركتيكا البريطانية عملة معدنية بقيمة 2 جنيه إسترليني لإحياء الذكرى المئوية لمطالبة بريطانيا بالمنطقة.
إن عملات أقاليم ما وراء البحار البريطانية في جبل طارق وجزر فوكلاند وسانت هيلينا/أسنسيون - وهي جنيه جبل طارق وجنيه جزر فوكلاند وجنيه سانت هيلينا - مرتبطة بنسبة واحد إلى واحد بالجنيه الإسترليني ولكنها عملات منفصلة من الناحية الفنية. تصدر هذه الأقاليم عملاتها المعدنية الخاصة، مرة أخرى بنفس الفئات والمواصفات مثل العملات المعدنية في المملكة المتحدة ولكن بتصميمات محلية، مثل العملات المعدنية لجنيه جبل طارق، والعملات المعدنية لجنيه جزر فوكلاند، والعملات المعدنية لجنيه سانت هيلينا.
ولا تستخدم أقاليم ما وراء البحار البريطانية الأخرى الجنيه الاسترليني كعملة رسمية لها.

## العملات ما قبل العشرية

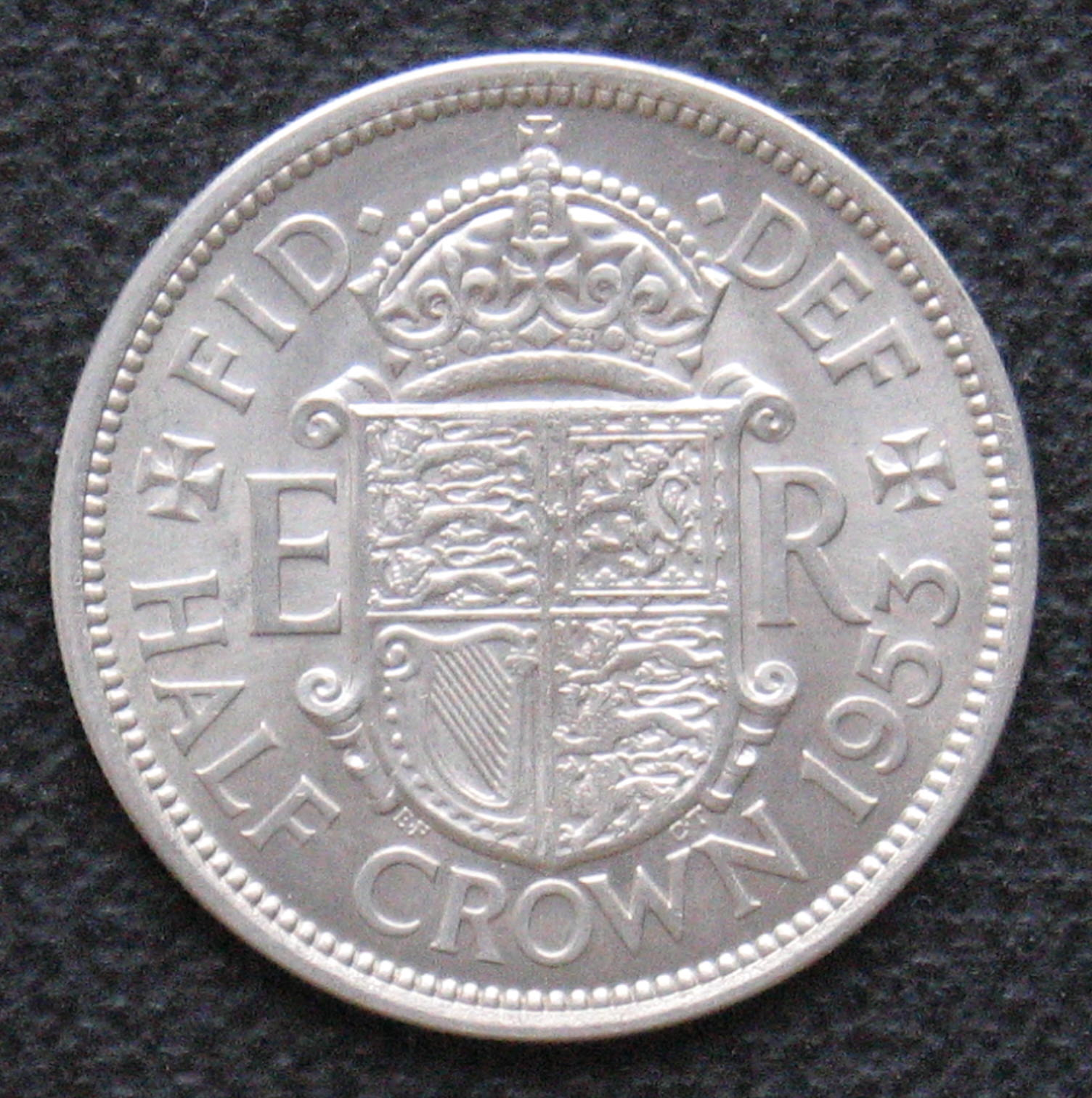
نصف التاج، 1953

### النظام
قبل النظام العشري في عام 1971، قسم الجنيه إلى 240 بنسًا بدلاً من 100، على الرغم من أنه نادرًا ما يعبر عنه بهذه الطريقة. بل عبر عنها بالجنيه والشلن والبنس حيث:
- 1 جنيه استرليني = 20 شلنًا (20 شلنًا).
- 1 شلن = 12 بنس (12 د).

وبالتالي: 1 جنيه إسترليني = 240 د. تم تقسيم البنس أيضًا في أوقات مختلفة، على الرغم من اختفاء هذه التقسيمات لأن التضخم جعلها غير ذات صلة:
- 1 بنس = 2 نصف بنس و(في وقت سابق) 4 فارثن (نصف فارثنج، وثلث فارثن، وربع فارثن) تم سك العملات المعدنية في أواخر القرن التاسع عشر، وحتى أوائل القرن العشرين في حالة الفرث الثالث، ولكن تداولت فقط في بعض المستعمرات البريطانية وليس في المملكة المتحدة).

باستخدام مثال خمسة شلن وستة بنسات، كانت الطرق القياسية لكتابة الشلن والبنس هي:
- 5S 6D
- 5/6
- 5/- مقابل 5 شلن فقط، والشرطة تعني صفر بنسات.

سيتم نطق مجموع 5/6 كـ «خمسة شلن وستة بنسات» أو «خمسة وستة».
اختصار البنس القديم d مشتق من الدينار الروماني، واختصار الشلن s من كلمة Solidus الرومانية. تمت الإشارة إلى الشلن أيضًا برمز الشرطة المائلة، والذي يُطلق عليه أيضًا اسم Solidus لهذا السبب، والذي كان في الأصل تعديلًا لحرف s الطويل. الرمز « £ »، للجنيه، مشتق من الحرف الأول من الكلمة اللاتينية التي تعني الجنيه، libra.
كان هناك نظام مماثل لما قبل العشري يعمل في فرنسا، ويعتمد أيضًا على العملة الرومانية، ويتكون من ليفر (L)، وسول أو سو (s)، ومنكر (d). حتى عام 1816، استخدم نظام مماثل آخر في هولندا، يتكون من جولدن (G)، ستويفر (s؛ ⁄20 G) ودويت، (d؛ ⁄8s أو 1⁄160G).

### العامية والاستخدام اليومي

تصور بعض مصطلحات العملة البريطانية قبل النظام العشري

أصبحت بعض العملات المعدنية أو الطوائف ما قبل النظام العشري معروفة بشكل شائع بالمصطلحات العامية والعامية، وربما يكون أشهرها بوب مقابل شلن، ومقابل جنيه. كان الفرثنغ ماج، والثلاثة بنسات فضية كانت جوي، وكان يُطلق على الثلاثة بنسات اللاحقة من النحاس والنيكل اسم ثلاثة بنسات (/ˈθrʌpni/ أو /ˈθrɛpni/ بت، أي thrup'ny أو threp'ny bit - تم نطق الفاصلة العليا على مقياس من «e» الكامل إلى الحذف الكامل)؛ ستة بنسات كانت عبارة عن دباغ، وكانت العملة المعدنية ذات الشلنين أو الفلورين عبارة عن قطعتين من البوب. لا يزال بوب يُستخدم في عبارات مثل «كسب/يستحق بوبًا أو اثنين» و«أسبوع عمل بوب». كانت عملة الشلن والستة بنسات أو نصف التاج عبارة عن نصف دولار، ويشار إليها أحيانًا أيضًا باسم اثنين وركلة. نطقت قيمة اثنين بنس عالميًا /ˈtʌpəns/ tuppence، وهو استخدام لا يزال يُسمع حتى اليوم، خاصة بين كبار السن. ألحقت اللاحقة «-pence» غير المُنطقة، بالمثل /pəns/، بالأرقام الأخرى حتى اثني عشر؛ وبالتالي فإن «أربعة بنسات»، و«ستة بنسات وثلاثة فارثنج»، و«اثني عشر بنسا-هابيني»، ولكن عادة ما يقال «ثمانية عشر بنسًا» «واحد وستة».
لا تزال كلمة «Quid» هي اللغة العامية الشائعة التي تعني جنيهًا واحدًا أو أكثر حتى يومنا هذا في بريطانيا على شكل «a quid» ثم «two quid»، وهكذا. وبالمثل، في بعض أجزاء البلاد، استمر بوب في تمثيل جزء من عشرين من الجنيه، أي خمسة بنسات جديدة، واثنان من البوب يساوي 10 بنس.
أدى إدخال العملة العشرية إلى ظهور استخدام غير رسمي جديد، حيث تنطق أي قيمة بالبنس باستخدام اللاحقة بول: على سبيل المثال. «ثلاثة وعشرون بول» أو، في السنوات الأولى، «اثنان ونصف بول» بدلاً من «tuppence-ha'penny» السابقة. عادةً ما تنطق المبالغ التي تزيد عن الجنيه على النحو التالي: «خمسة وأربعون جنيهًا». أحيانًا تنطق القيمة التي تقل قيمتها عن عشرة بنسات على الجنيه على النحو التالي: «جنيه واحد وبنس»، «ثلاثة جنيهات وأربعة بنسات». لقد اختفى المصطلح العامي «بت» تقريبًا من الاستخدام تمامًا، على الرغم من أن الخمسين بنسًا في اسكتلندا يُشار إليها أحيانًا باسم «عشرة بوب بت». توصف العملات المعدنية ذات القيمة العشرية بشكل عام باستخدام المصطلحات قطعة أو عملة معدنية، على سبيل المثال، «قطعة خمسين بول»، «عملة معدنية ذات عشرة بنسات».

### صورة الملك
تحتوي جميع العملات المعدنية منذ أواخر القرن السابع عشر على صورة جانبية لرأس الملك الحالي. يتغير الاتجاه الذي يواجهون فيه مع كل ملك متعاقب، وهو النمط الذي بدأ مع آل ستيوارت، كما هو موضح في الجدول أدناه:
| تواجه اليسار                        |  | تواجه اليمين                                 |       |
| ----------------------------------- |  | -------------------------------------------- | ----- |
| كرومويل 1653–1658                   |  | تشارلز الثاني 1660-1685                      |       |
| جيمس الثاني 1685-1688               |  | وليام وماري 1689-1694 وليام الثالث 1694-1702 |       |
| آن 1702-1714                        |  | جورج الأول 1714-1727                         |       |
| جورج الثاني 1727-1760               |  | جورج الثالث 1760-1820                        |       |
| جورج الرابع 1820-1830               |  | وليام الرابع 1830-1837                       |       |
| فيكتوريا 1837-1901                  |  | إدوارد السابع 1901-1910                      | \| \| |
| جورج الخامس 1910-1936               |  |                                              |       |
| إدوارد الثامن 1936                  |  | (قضايا غير متداولة)                          |       |
| جورج السادس 1936-1952               |  | إليزابيث الثانية 1952-2022                   |       |
| تشارلز الثالث 2022 إلى الوقت الحاضر |  |                                              |       |
|                                     |  |                                              |       |

بالنسبة لآل تيودور وستيوارت حتى تشارلز الثاني، تسك كل من الصور الشخصية ذات الوجه الأيسر والأيمن في عهد ملك واحد (كانت الصور ذات الوجه الأيسر أكثر شيوعًا)، جنبًا إلى جنب مع صور الفروسية. صور شخصية على عملات معدنية معينة وصور شخصية (سابقة) لكامل الوجه. في العصور الوسطى، كانت الصور الشخصية تميل إلى أن تكون كاملة الوجه.
كان هناك غرابة صغيرة في هذا النمط المتناوب عندما أصبح إدوارد الثامن ملكًا في يناير 1936 وصور وهو يواجه اليسار، تمامًا مثل سلفه جورج الخامس. وذلك لأن إدوارد كان يعتقد أن جانبه الأيسر أفضل من يمينه. ومع ذلك، تنازل إدوارد الثامن عن العرش في ديسمبر 1936 ولم تطرح عملاته المعدنية للتداول العام. عندما اعتلى جورج السادس العرش، ضربت عملاته المعدنية باتجاه اليسار، كما لو كانت عملات إدوارد الثامن تواجه اليمين (كما كان ينبغي أن تفعل وفقًا للتقاليد). وهكذا، في الجدول الزمني للعملات البريطانية المتداولة، تتميز عملات جورج الخامس والسادس بصور ذات وجه يسار، على الرغم من أنها تتبع التسلسل الزمني المباشر.

### ألقاب ملكيّة
منذ وقت مبكر جدًا، نقش اسم حاكم المملكة التي أنتجت فيها، وعنوان أطول أو أقصر، دائمًا باللغة اللاتينية على العملات المعدنية البريطانية؛ من بين أقدم العملات الإنجليزية المميزة البنسات الفضية لأوفا من ميرسيا، والتي نقشت بالأسطورة  OFFA REX «King Offa». عندما أصبحت الأساطير أطول، غالبًا ما اختصرت الكلمات الموجودة في النقوش بحيث يمكن وضعها على العملة المعدنية؛ غالبًا ما يتم اختصار الأساطير المتطابقة بطرق مختلفة اعتمادًا على حجم العملة وزخرفتها. النقوش التي تدور حول حافة العملة عادة ما تبدأ من منتصف الحافة العلوية وتستمر في اتجاه عقارب الساعة. ستستمر الأسطورة الطويلة جدًا على الجانب الخلفي للعملة. استخدم جميع الملوك أسماء لاتينية، باستثناء إدوارد الثالث وإدوارد السادس، وكلاهما من إليزابيث وتشارلز الثالث (والذي كان من الممكن أن يكون إدواردوس، وإليزابيثا، وكارولوس على التوالي).

### عملات معدنية في المستعمرات
تعتبر بعض العملات المعدنية المعدة للتداول في المستعمرات البريطانية جزءًا من العملات المعدنية البريطانية لأنها لا تحتوي على إشارة إلى البلد الذي تم سكها لها، وقد صنعت بنفس أسلوب العملات المعدنية المعاصرة المتداولة في المملكة المتحدة.
تداولت عملة معدنية بثلاثة نصف بنس (1+1⁄2 بنس، ⁠1/160⁠ من الجنيه) بشكل رئيسي في جزر الهند الغربية وسيلان في بداية عام 1834. أشار الجامايكيون إلى العملة باسم «كواتي».
تسك عملة النصف فارثنغ (⁠1/8⁠ بنس، ⁠1/1920⁠ من الجنيه) في البداية في عام 1828 لاستخدامها في سيلان، ولكن تم أعلن عن أنها عملة قانونية في المملكة المتحدة في عام 1842.
تسك العملة الثالثة (⁠1/12⁠ من بنس واحد، ⁠1/2880⁠ من الجنيه) للاستخدام في مالطا، بدءًا من عام 1827.
تسك عملة ربع الفرثنج (⁠1/16⁠ من بنس واحد، ⁠1/3840⁠ من الجنيه) للاستخدام في سيلان بدءًا من عام 1839.

## الشعارات
بالإضافة إلى العنوان، قد يتضمن شعار لاتيني أو فرنسي، بشكل عام على الجانب الخلفي للعملة. وتنوعت هذه بين الطوائف والقضايا. كان بعضها شخصيًا للملك، والبعض الآخر كان أكثر عمومية. بعض الشعارات كانت:
- POSUI DEUM ADIUTOREM MEUM «لقد جعلت الله معيناً لي». عملات معدنية لهنري السابع، وهنري الثامن، وإليزابيث الأولى. ربما تشير إلى مزمور 52: 7، Ecce homo qui Non-posuit Deum adjutorem suum «هوذا الرجل الذي لم يجعل الله معينه».
- RUTILANS ROSA SINE SPINA «وردة مبهرة بدون شوكة». عملات معدنية لهنري الثامن وإدوارد السادس. في البداية على تاج الوردة غير الناجح والنادر جدًا لهنري الثامن واستمر في العملات الذهبية الصغيرة اللاحقة في عهد إدوارد السادس.
- POSUIMUS DEUM ADIUTOREM NOSTRUM «لقد جعلنا الله معينًا لنا». عملات فيليب وماري. نفس ما ورد أعلاه، ولكن مع موضوع الجمع.
- FACIAM EOS IN GENTEM UNAM «سأجعلهم أمة واحدة». عملات معدنية لجيمس الأول، تدل على رغبته في توحيد الأمتين الإنجليزية والاسكتلندية. يشير إلى حزقيال 37: 22 في النسخة اللاتينية للكتاب المقدس.
- كريستو أوسبايس ريجنو «أنا أملك مع المسيح كحامي». عملات تشارلز الأول.
- EXURGAT DEUS DISSIPENTUR INIMICI «ليقوم الله، ويتبدد أعداؤه». عملات تشارلز الأول، خلال الحرب الأهلية. يشير إلى مزمور 67: 1 في النسخة اللاتينية للكتاب المقدس (مزمور 68 في ترقيم الكتاب المقدس باللغة الإنجليزية).
- باكس كيريتور بيلو «الحرب تسعى إلى السلام». عملات المحمية؛ الشعار الشخصي لأوليفر كرومويل.
- بريتانيا «بريطانيا». عهد تشارلز الثاني إلى جورج الثالث. وجدت على البنسات والطوائف الأصغر.
- هوني سوت كوي مال واي بينس. «ويلي من ظن السوء بذلك» ملوك جورج الثالث. شعار وسام الرباط.
- ديكوس وتوتامين. «زخرفة وصيانة.» بعض عملات الجنيه الإسترليني الخاصة بإليزابيث الثانية ملكة المملكة المتحدة وبعض عملات التاج بما في ذلك بعض عملات فيكتوريا وجورج الخامس. تشير إلى الحافة المنقوشة كحماية ضد قص المعادن الثمينة، فضلاً عن كونها إشارة مجانية إلى الملك والنظام الملكي.

## أخطاء سك العملة تصل إلى التداول
غالبًا ما يُنظر إلى العملات المعدنية التي بها أخطاء في عملية سك العملة والتي تصل إلى التداول على أنها عناصر قيمة من قبل جامعي العملات المعدنية.
في عام 1983، أنتجت دار سك العملة الملكية عن طريق الخطأ بعض القطع ذات البنستين بالصياغة القديمة «بنس جديد» على الجانب الخلفي (الذيول)، عندما تغير التصميم من عام 1982 إلى «بنسين».
في عام 2016، طرحت مجموعة من العملات المعدنية ذات التاريخ المزدوج بقيمة 1 جنيه إسترليني للتداول. كان التاريخ الرئيسي لهذه العملات المعدنية على الوجه هو «2016»، ولكن نقشًا صغيرًا على الجانب الخلفي يعود تاريخه إلى «2017». ولا يعرف عددها الموجود والمتداول، لكن المبلغ أقل من نصف مليون.
في يونيو 2009، قدرت دار سك العملة الملكية أن ما بين 50.000 و200.000 قطعة نقدية غير مؤرخة فئة 20 بنسًا قد دخلت التداول، وهي أول عملة بريطانية غير مؤرخة تدخل التداول منذ أكثر من 300 عام. لقد نتج ذلك عن الدمج العرضي لأدوات الوجه القديمة والجديدة في دفعة إنتاج، مما أدى إلى إنشاء ما يُعرف باسم البغل، بعد إعادة التصميم عام 2008 التي نقلت التاريخ من الجانب العكسي (الذيول) إلى جانب الوجه (الرؤوس).